# Quantum Break
Quantum Break (укр. Квантовий розлом) — відеогра жанру шутера від третьої особи для Xbox One і Windows. Розроблена фінською компанією Remedy Entertainment та видана Microsoft Studios 5 квітня 2016 року.

## Ігровий процес
Гравець керує Джеком Джойсом (Шон Ешмор), котрий володіє здатністю маніпулювати простором-часом: сповільнювати плин часу в певному радіусі, швидко переноситися на короткі відстані, створювати силові щити і вибухи. В сутичках гравець може піднімати зброю з поля бою і викидати непотрібну. Quantum Break має систему автоматичних укриттів — персонаж сам ховається в них, підійшовши досить близько. Здоров'я з часом автоматично відновлюється. Гравець може бачити інтерактивні об'єкти і ворогів підсвіченими.
Періодично трапляються розломи часу, за яких світ спотворюється: час застигає і з'являється можливість використовувати рухомі об'єкти як статичні. Наприклад, стрибати по падаючих уламках, безперешкодно знищувати озброєних ворогів.
Сюжет поділений на 5 актів. Іноді трапляються вибори з двох варіантів, які визначають наступні події, але фінал у Quantum Break один. У грі, окрім звичайних кат-сцен, є серіал з короткими епізодами, які детальніше розкривають сюжет, концентруючись на антагоністах. Деталі кожного епізоду змінюються залежно від попередніх рішень гравця.

## Сюжет
З відкриттям поля Мейєра-Джойса, що забезпечує стабільність просторово-часового континууму, і частинок часу — хрононів, у фізиці відбувається революція. У той же час в американському місті Ріверпорт відкривається науково-дослідницька корпорація Monarch Solutions, яка вивчає хронони і швидко набуває великого впливу на світовому бізнес-ринку.
2016 року Джек Джойс (Шон Ешмор), брат ученого Вілла Джойса (Домінік Монаган), що відкрив хронони, приїжджає в Ріверпортський університет, який переживає не найліпші часи. Він зустрічається з Полом Сайріном (Ейдан Гіллен) — братовим другом, а нині науковим керівником важливого проекту Monarch. Як з'ясовується, цей проект — машина часу. Пол демонструє її можливості, дублюючи самого себе переміщенням на дві хвилини в минуле. Після цього він доручає Джеку відправити його на п'ять хвилин у майбутнє, але в цей час приходить розгніваний Вілл з попердженням, що час прямуватиме до свого кінця. Через це Джек не натискає кнопку запуску вчасно, машина часу перевантажується і світ навколо спотворюється, застигаючи і «розтріскуючись».
На місце аварії прибуває охорона, Джек і Вілл залишають Пола і тікають, при цьому Джек виявляє, що набув хронокінезу — здатностей керувати простором-часом за своєю волею. Згодом обоє потрапляють у засідку, а Пол, що виглядає старшим, нападає на них, пропонуючи приєднатися до нього. Коли отримує відмову, руйнує будівлю університету і доручає бійцям добити Джека й Вілла. Пол подумки говорить, що бачив чим усе закінчиться завдяки набутій після аварії здатності бачити різні варіанти майбутнього, і зустрічається з главою Monarch Гатчем, який підозрює, що в корпорації є зрадник.
Джек отямлюється в автозаку, коли саме відбувається новий часовий розлом. Вибравшись назовні, він бачить застиглих в часі Ліама й охоронця Бет, що готуються стріляти одне в одного. Він забирає в Ліама пістолет і усвідомлює, що опинився за дві години до аварії машини часу. Розломи часу продовжуються, викликаючи застигання світу. Джеку телефонує Бет, попереджаючи про потребу тікати і довіряти їй. Той пробирається до міських доків, де солдати Monarch допитують дівчину Емі, яку Джек мало не збив дорогою в Ріверпорт. Емі, бачачи здібності Джека, говорить, що він як Пол і Джек вирушає знайти Сайріна аби дізнатися що відбувається і помститися за брата.
Тим часом в новинах показують інтерв'ю Емі, в якому її змусили виставити Джека небезпечним злочинцем. Той пробивається крізь доки і солдатів Monarch, поки не зустрічає бійців з обладнанням, яке робить їх непідвладними застиганням часу. Поборовши їх, Джек на мить бачить самого себе з кількох секунд у майбутньому і вирушає туди, де бачив двійника. Це наштовхує на думку про неможливість змінити історію. Він приходить до місця, де Вілл будував машину часу і спостерігає весь процес, проносячись крізь години і місяці. Підкінець з'являється Пол з вимогою віддати якийсь пристрій йому. Зрештою Джек опиняється через три години після аварії.
Пол пробує вбити Джека, але той, користуючись часовими розломами, уникає загибелі під падаючими уламками. Пробравшись крізь мішанину застиглих предметів, він потрапляє в пастку, де вже чекають солдати. Джека зустрічають Бет з Емі, всі троє вирушають до покинутого басейну, який, за словами Бет, є чудовим місцем, щоб сховати щось важливе. Їм вдається відшукати записи Вілла, датовані 2010 роком, і відомості про розробку ним «противаги» — регулятора хрононного поля, без якого машина часу породжує розломи. Після цього вони знаходять будівництво другої машинии часу, більшої за першу. За залишеними вілловими вказівками Джек, Бет та Емі запускають другу машину аби цілеспрямовано вирушити в минуле і не допустити аварії, знайшовши й помістивши в машину противагу. Але машині чогось бракує, вона не працює. Бет говорить, що єдиний, хто може допомогти — це доктор Софія Амарал, що працює на Пола. Джек здається бійцям Пола, щоб вийти на доктора.
При допомозі Бет він тікає і уникає переслідування. Джек бачить в новинах презентацію Гатча нового пристрою Monarch, який є викраденою противагою машини часу. В пошуках Амарал Джек подорожує лабораторіями, тим часом час повсюди заситагає. Джек, торкнувшись до Бет, вириває її із зупиненого часу. Вони знаходять Амарал і також виривають її з часової пастки, але їм намагаються завадити солдати Monarch. Герої виявляються розділеними, Джек перетинає міст, який руйнується. Джек розуміє що є кінцем часу — весь світ з перемішаними подіями застигне в одній миті. Всі повертаються до другої машин часу. Бет розкриває, що в 1999 теперішня вона передала самій собі записник, де містилися записи про всі події до 2016. Все збулося, отже змінити нічого не можна.
Джек входить у полагоджену машину часу і переноситься в 2010 рік, але Бет опиняється в майбутньому, де блукає, поки їй не вдається перенестися в 1999. Вже старшою, вона зустрічає в 2010 прибулого Джека. Бет зневірилася змінити майбутнє, та Джек налаштований рішуче і вирушає в майстерню брата, щоб викрасти противагу машини часу. План вдається, однак з'вляється Пол і вимагає дати противагу йому. Джек розуміє, що вже бачив цю сцену, але замість Бет там був Вілл. Бет кидає противагу йому, пристрій вмикається та переносить Джека в 2016. В 2010 Пол застрелює Бет і привласнює противагу.
Джек застає Ріверпорт у хаосі, різні часи перемішуються, спричиняючи повсюдні руйнування. Він вирушає до штаб-квартири Monarch Solutions повернути противагу. Джек знаходить відомості про кінець часу в 2021 і розробку Полом «шлюпки» — бункера, де час буде плинути завдяки противазі. Крім того можливо знайти записи, з яких стане відомо, що Мартін Гатч є змінником — здатний переміщуватися часами та варіантами історії без машини часи. Джеку вдається викрасти шуканий пристрій і перенестися машиною часу в момент після аварії та знайти Вілла. Своїми здібностями він рятує брата з-під обвалу, після чого передає противагу йому.
Брати досягають другої машини часу, тут їх намагається зупинити Пол. В розмові з ним стає зрозуміло, що Пол прибув з кінця часу в 1999 рік і жив 17 років поряд із молодшим самим собою, таємно керуючи Monarch Solutions для втілення свого плану. Але в сутичці він гине та застигає через новий розлом. Вілл встановлює противагу, а Джек заряджає її власною силою, розломи закриваються, стабілізуючи поле Мейєра-Джойса. Проте Джек бачить навколо себе спотворення простору-часу, яких вже не мало б бути. Згодом в Джека беруть інтерв'ю, де Клариса Оваґа розпитує про все, що той знає, зокрема запитує чи вірить він тепер, що історію можливо змінити. Гатч пропонує йому роботу в Monarch, зазначаючи, що амбіції Пола завдали значних збитків. В цю мить Джек бачить розвилку подій, як міг Пол.

## Актори
- Шон Ешмор — Джек Джойс
- Ейдан Гіллен — Пол Сайрін
- Ленс Реддік — Мартін Хетч
- Домінік Монаган — Вілл Джойс
- Патрік Хойзінґер — Ліам Берк
- Маршалл Оллмен — Чарлі Вінкотт
- Мімі Майклс — Фіона Міллер
- Брук Невін — Емілі Берк

## Оцінки і відгуки
| Агрегатор  | Оцінка |
| ---------- | ------ |
| Metacritic | 78/100 |

| Видання                   | Оцінка |
| ------------------------- | ------ |
| Destructoid               | 8.5/10 |
| Electronic Gaming Monthly | 7.5/10 |
| Game Informer             | 8.5/10 |
| GameRevolution            | [ 6 ]  |
| GameSpot                  | 6/10   |
| GamesRadar+               | [ 8 ]  |
| Giant Bomb                | [ 9 ]  |
| IGN                       | 8/10   |
| Polygon                   | 8.5/10 |
| VideoGamer.com            | 8/10   |

Quantum Break в день виходу зібрала загалом позитивні оцінки, отримавши 78 балів зі 100 на агрегаторі Metacritic.
IGN гру було названо мистецьким виразним шутером з цілісним і піддатливим сюжетом, який чудово виглядає і в електронній формі, і як серіал живої дії. Особливо відзначалися реалізація теми подорожей в часі, візуальні ефекти і оптимізація гри. Підсумкова оцінка склала 8/10.
Gamespot оцінили Quantum Break посередньо, стверджуючи, що її ігровий процес поділяється порівну на сутички та нудні блукання околицями. При сюжеті, який займає близько 10 годин, включаючи серіал, гра розчаровує. Оцінка склала 6/10.